# Bruno Dewaele
Pour les articles homonymes, voir Dewaele.
Bruno Dewaele, né le 26 janvier 1953 à Hazebrouck (Nord), est un professeur agrégé de lettres modernes, auteur, blogueur et chroniqueur français. Il remporte notamment la première édition des Dicos d'or en 1985, puis reçoit le titre de « champion du monde d’orthographe » en 1992.

## Jeunesse
Son père, Roland Dewaele, était musicien et notamment accordéoniste,. Il apprend ainsi à jouer de l'instrument dès le plus jeune âge pour se produire pendant quelque quarante ans dans l'orchestre de son père, le grand ensemble symphonique des Amis de l'accordéon.
Il fut élève de l'ancien collège des Flandres et du lycée des Flandres d’Hazebrouck, avant de faire ses études supérieures au lycée Faidherbe de Lille. 
Il réside toujours à Hazebrouck.

## Concours d'orthographe
En 1985, il remporte à RTL la première édition des championnats de France d'orthographe de Bernard Pivot,, lesquels deviendront, huit ans plus tard, les « Dicos d'or ». 
Le 11 avril 1992, il reçoit le titre de « champion du monde d’orthographe » lors d'un concours en français réunissant cent douze pays dans la salle de l'Assemblée générale de l'ONU à New York, le seul concours de ce type jamais organisé,,. Il réussit ce jour-là un sans-faute, tant sur la dictée que sur les trois tests destinés à départager les éventuels ex æquo.  
En 2006, à l'Assemblée nationale du Québec, il est sacré « grand champion de la dictée des Amériques, » au terme d'un nouveau sans-faute.
Il dit avoir travaillé plusieurs mois avant chacune de ces compétitions, notamment treize mois et jusqu'à treize heures par jour avant le concours mondial à l'ONU,,.

## Autres activités
Agrégé de lettres modernes à vingt-deux ans, il entame sa carrière de professeur à Lille (lycée Pasteur) et à Roubaix (lycées Baudelaire et Maxence Van der Meersch), avant de revenir enseigner, en 1977, dans sa ville natale : au collège Fernande-Benoist d'abord, puis au lycée des Flandres, dans l'établissement où il avait fait ses études secondaires,. Il y restera jusqu'à sa retraite, en 2015.
Bruno Dewaele fait partie des fondateurs de l'association culturelle Alpha (Aspects Artistiques, littéraires et photographiques de la région hazebrouckoise) en 1983, dont il est le président jusqu’en 2001.
Depuis 1995, il collabore avec La Voix du Nord, où il réalise des chroniques de langue,. Il anime également le blog À la fortune du mot sur le site du journal,. Il prend notamment position sur ce qu'il considère comme une dégradation de l'orthographe en France, s'opposant par exemple aux rectifications orthographiques du français en 1990. Il fait partie des collaborateurs à l'origine de la certification Voltaire. Depuis 2014, il apporte son concours au magazine Télé 7 Jeux. Depuis 2017 enfin, il consacre trois pages à la langue française dans chaque numéro de la revue Lire Magazine littéraire.
Il est l'auteur de différents ouvrages, dont Comme sur des roulottes ! (1984, lauréat du prix de l'Académie des Treize) et Les Allées d’Étigny (1992, lauréat de la médaille d’or de l’Académie des sciences, lettres et arts d’Arras et du Prix de la nouvelle de la Renaissance française du Nord-Pas-de-Calais). Il écrit également des livres sur la langue française (De l'Aborigène au Zizi) et des recueils de dictées,.

## Vie privée
Il a un fils, Guillaume, ancien élève de l'École normale supérieure de Lyon, agrégé de sciences physiques et docteur de l'Institut national polytechnique de Grenoble, aujourd'hui professeur d'informatique en classes préparatoires au lycée Louis-le-Grand ; et une fille, Fabienne, diplômée de formation supérieure au Conservatoire national supérieur de musique et de danse de Paris, professeur de formation musicale au conservatoire à rayonnement régional de Cergy-Pontoise, avec qui il a écrit un livre sur l'accordéon.